# 喬·特洛曼
喬瑟夫·馬克·特洛曼（Joseph Mark Trohman，1984年9月1日—），美國歌手，出生於美國佛羅里達州好萊塢。是來自芝加哥的流行龐克樂團打倒男孩（Fall Out Boy）的主吉他手。

## 私人生活
特洛曼從小在俄亥俄州克里夫蘭的南羅素村（South Russell）長大。他住在當地12年，並就讀 Chagrin Falls 學校。他在學校的樂隊中演奏長號，直到他二年級時開始接觸吉他。特洛曼在12歲左右搬到芝加哥附近的郊區。在那裡他就讀 Washburne 中學，當時他參加了許多樂團。在畢業後，他接著就讀 New Trier Township 高中。在高中時期，他是聲音視覺社團的成員。

## 打倒男孩
特洛曼和彼特·溫茲共同成立打倒男孩。他們原本計劃創立一個硬蕊風格樂隊，但失敗後他們則半開玩笑的說要改成立一支流行龐克樂隊。當他們在尋找可以加入樂團的成員時，特洛曼聽說派崔克·史坦普（目前樂團的主唱）正打算成立自己的樂團。他於是在樂團發行《打倒男孩之與你的女友在傍晚出遊》（Fall Out Boy's Evening Out With Your Girlfriend）之後加入打倒男孩。

## 其他
- 特洛曼是《星際大戰》的愛好者。
- 他是猶太人。
- 他也非常喜歡電玩遊戲，他最喜歡的就是《星際大戰》系列。
- 他是打倒男孩樂團中最高的成員，身高179公分（5呎9寸）；此外他也是樂團中最年輕的團員。

## 外部連結
- （英文）在星際大戰網站 StarWars.com 刊登的專訪
- （英文）喬·特洛曼在互联网电影资料库（IMDb）上的資料（英文）
- （英文）打倒男孩官方網站（页面存档备份，存于）
  - （中文）台灣中文官方網站（環球音樂）